# Anthony Perenise

a Compétitions nationales et continentales officielles uniquement.

b Matchs officiels uniquement.
Dernière mise à jour le 18 mars 2025.
Anthony Isaac Perenise, né le 18 octobre 1982 à Wellington (Nouvelle-Zélande), est un joueur international samoan de rugby à XV évoluant au poste de pilier.

## Biographie

### En club
Anthony Perenise dispute 17 rencontres avec la franchise des Hurricanes en Super 15 en 2007, 2010 et 2011 ; fin 2011, après la Coupe du monde, Anthony Perenise fait ses débuts en Championnat d'Angleterre avec Bath Rugby dans le cadre d'un engagement de trois ans. Il évolue trois saisons complètes et joue 84 matchs pour le club anglais.
En 2014, il rejoint le club de Bristol Rugby.

### En équipe nationale
Anthony Perenise joue son premier match international avec l'équipe des Samoa le 12 juin 2010 contre les Tonga. Il dispute quatre rencontres de coupe du monde de rugby à XV 2011 contre la Namibie, le pays de Galles, les Fidji, et l'Afrique du Sud.
Le 12 août 2015, il est retenu par Stephen Betham dans la liste des trente-et-un joueurs qui disputent la coupe du monde de rugby à XV 2015.

## Statistiques en équipe nationale
- 30 sélections au 24 septembre 2017
- 20 points, 4 essais
- sélections par année : 7 en 2010, 7 en 2011, 1 en 2013, 4 en 2014, 9 en 2015, 2 en 2016
- En coupe du monde : 8 sélections 
  - 2011 : 4 (Namibie, pays de Galles, Fidji et Afrique du Sud), 1 essai marqué
  - 2015 : 4 (Fidji, Afrique du Sud, États-Unis, Écosse)

## Palmarès
- Finaliste du National Provincial Championship en 2006 avec Wellington.